# 佩列卡爾利亞
51°39′53″N 25°50′37″E / 51.66472°N 25.84361°E
佩列卡爾利亞（烏克蘭語：Перекалля），是烏克蘭西北部的村莊，隸屬里夫內州的瓦拉什區。該村始建於1647年，面積36平方公里，海拔高度149米，2025年人口771，人口密度每平方公里24人。